# Apornas ö
Apornas ö: ett val mellan två världar (franska: Le Château des singes) är en fransk animerad film från 1999 i regi av Jean-François Laguionie.
En indirekt uppföljare, Prinsens resa, utkom 2019 med samma regissör som utspelar sig i samma universum och huvudfigur i prinsen.

## Handling
Kom är en Woonko, en stam apor som bor i Baldakinen och är besatta av att komma till världen nedanför, som de tror är befolkad av onda monster. Kom vägrar att tro på dessa gamla legender och hamnar, genom bravader och oförsiktighet, i denna sagoomspunna värld, som visar sig vara Laankos, där ett välkomnande folk bor.

## Rollista
- Tara Römer – Kom
- Nadia Farès – Gina, den förälskade tjänaren
- Pierre Arditi – kungen
- Jean Piat – Sérignole, storkammarherren
- Michael Lonsdale – herr Flavius
- Patrick Préjean – Gorine
- Janine Souchon – guvernanten
- Yves Barsacq – Korkonak
- Ivana Coppola – prinsessan Ida
- Bruno Choël – Ludovic
- Lionel Melet – Margad
- Laurence Jeanneret – Koms mamma
- Paul Barge – berättaren
- Stéphane Péccoux – sånger

### Svenska röster
- Joakim Jennefors – Zak
- Frida Hallgren – Nina
- Göran Berlander – kungen
- Johan Hedenberg – Sebastian
- Kristina Rådström – prinsessan Ida
- Bengt C.W. Carlsson – mester Martin
- Reine Brynolfsson – Gilbert
- Irene Lindh – guvernanten
- Jan Åström – Korkonak
- Peter Sjöquist – Mingo
- Andreas Nilsson – Leonard
- Inga-Lill Andersson – mamma Zaks
- My Bodell
- Jasmine Heikura

- Svensk dialogregi – Tobias Derwinger
- Översättning – Tekstkontoret
- Svensk version producerad av Adaptor D&D[5][6][7]